# Мабана
Мабана (ісп. Mábana) — місто й муніципалітет, розташований в провінції Аннобон Екваторіальної Гвінеї.        

## Зовнішні посилання
- Мабана на сайті en.getamap.net [Архівовано 21 січня 2019 у Wayback Machine.]

| Екваторіальна Гвінея | Це незавершена стаття з географії Екваторіальної Гвінеї. Ви можете допомогти проєкту, виправивши або дописавши її. |